# Monique Dartonne
Monique Dartonne (* 1949) ist eine französische Filmeditorin.

## Leben
Dartonne begann ihre Karriere in der Filmbranche Ende der 1970er Jahre. 1978 trat sie im Drama La fille de Prague avec un sac très lourd als Schauspielerin auf. Danach wandte sie sich dem Filmschnitt zu. Anfang der 1980er Jahre schnitt sie für die deutsche Regisseurin Claudia von Alemann die Filme Die Reise nach Lyon und Nebelland.
Im Jahr 1986 entstand in Co-Regie mit Michel Kaptur der Film High Speed, den Dartonne nach einem von ihr verfassten Drehbuch inszenierte und auch schnitt. Der Film lief unter anderem beim Filmfestival von Cannes. Später arbeitete sie wiederholt als Filmeditorin für die Regisseure Claude Mouriéras und Tony Gatlif.
Ihr Filmschnitt von Denis Villeneuves Drama Die Frau, die singt wurde 2011 mit dem Genie Award für den besten Schnitt und dem Prix Jutra für den besten Schnitt ausgezeichnet.

## Filmografie (Auswahl)
- 1979: Larmes de sang (Dokumentarfilm)
- 1981: Die Reise nach Lyon
- 1982: Nebelland (Fernsehfilm)
- 1986: High Speed (auch Regie und Drehbuch)
- 1986: Un beau jardin, par exemple (Dokumentarfilm)
- 1989: Montalvo et l’enfant
- 1993: Wenn Männer fallen (Regarde les hommes tomber)
- 1993: Wer kriegt denn hier ein Baby? (Grossesse nerveuse)
- 1995: Sale gosse
- 1997: Gadjo Dilo – Geliebter Fremder (Gadjo dilo)
- 1998: Dis-moi que je rêve
- 1999: Je suis né d’une cigogne
- 2000: Alles bestens (wir verschwinden) (Tout va bien, on s’en va)
- 2002: Swing
- 2002: Vor aller Augen (Sous mes yeux, Fernsehfilm)
- 2002: Romances de terre et d’eau (Dokumentarfilm)
- 2003: Sem Ela
- 2004: Exils
- 2005: Chaghcharan, ein afghanisches Krankenhaus (Chaghcharan, un hôpital afghan, Dokumentarserie, 5 Episoden)
- 2006: Transylvania
- 2006: Nur keine Panik (Pas de panique, Fernsehfilm)
- 2009: Korkoro
- 2009: Die Stadt der Roma (La cité des Roms)
- 2010: Die Frau, die singt (Incendies)
- 2011: En rade (Dokumentarfilm)
- 2012: Breaking the Frame (Dokumentarfilm)
- 2013: La clé de la chambre à lessive (Dokumentarfilm)
- 2013: Meurtre en trois actes (Fernsehfilm)
- 2014: Geronimo
- 2014: Tricolarum
- 2016: Chouf
- 2017: Djam
- 2020: Elle nous regarde
- 2020: Der Übersetzer (The Translator)
- 2021: Tom Medina